# Gerhard Grohs
Gerhard Grohs (24 de junho 1929 em Dresden; 18 de fevereiro 2015 em Munique) foi um sociólogo e Africanista alemão. Foi um dos pioneiros dos Estudos Africanos na Alemanha, Professor de Sociologia na Universidade Livre de Berlim (1969-75) e na Universidade de Mainz (1975-94).

## Biografia
A partir de 1950, Grohs estudou direito pela primeira vez na Universidade de Heidelberg e, lá, foi presidente do Comitê Geral de Estudantes (AstA) de 1952 a 1954; foi o segundo presidente da Associações de Estudantes Alemães (VDS). Depois de concluir seu doutorado, em 1959, com uma tese sobre a legislação da negociação coletiva italiana, ele completou um segundo grau em sociologia na Universidade Livre de Berlim, que concluiu em 1961. 
Em 1966, habilitou-se em Berlim com a obra Etapas da Emancipação Africana: Estudos sobre a autoimagem das elites africanas. Depois de lecionar em Berlim, Leicester e Dar es Salaam, Grohs foi nomeado professor na capital alemã em 1969. Em 1975, mudou-se para a cátedra de cultura e sociedade africana no Instituto de Antropologia e Estudos Africanos da Universidade de Mainz, que ocupou até sua aposentadoria em 1994.
Após a aposentadoria, Gerhard Grohs ocupou cargos de professor no de:Geschwister-Scholl-Institut da Universidade de Munique e na Universidade de Filosofia Munique até 2009.
Além de suas atividades de ensino, Gerhard Grohs esteve envolvido em atividades na igreja e na política de desenvolvimento por muitos anos, por exemplo, como presidente do conselho científico de curadores do Centro de Pesquisa da Comunidade de Estudos Evangélicos (FEST) em Heidelberg (até 1999), e como Presidente da Câmara para o Serviço de Desenvolvimento da Igreja da Conselho Mundial de Igrejas na Alemanha (até 1992). De 1981 a 1990 foi membro do conselho consultivo da Fundação Friedrich Naumann.
De 1991 a 1993, Gerhard Grohs foi um dos primeiros membros, e também presidente, da Associação de Estudos Africanos na Alemanha (VAD), que, desde a sua fundação em 1969, deu uma contribuição significativa para o estabelecimento dos estudos africanos modernos na Alemanha como um campo de estudo interdisciplinar, político e socialmente empenhado. Grohs desempenhou um papel importante no desenvolvimento do perfil científico e político do VAD, por exemplo por meio do memorando "Forçando a África do Sul à Paz" publicado em 1986, que apelava a uma luta mais rigorosa contra o regime do apartheid no país.
Sua filha de:Henrike Grohs foi assassinada em 2016 por ataques terroristas islâmicos em 13 de março de 2016 em Grand-Bassam na Costa do Marfim, a leste de Abidjan.

## Publicações (seleção)

#### Artigos
- „Frantz Fanon, ein Theoretiker der afrikanischen Revolution“. Kölner Zeitschrift für Soziologie und Sozialpsychologie, vol. 16 (3), pp. 457-480.
- The Resettlement of Offenders Act, 1969. Eastern Africa Law Review, vol. 2 (2), pp. 247 -258. 1969
- „Traditionalismus und Sozialismus im tansanischen Strafrecht“. Verfassung und Recht in Übersee, vol.4 (4). 1967
- “Difficulties of Cultural Emancipation in Africa”. Journal of Modern African Studies, vol. 14, pp. 65-78. 1976
- „Kirche und Staat in Südafrika und Namibia“. Africa Spectrum, vol. 83 (3), 1983

#### Monografias
- Stufen afrikanischer Emanzipation : Studien zum Selbstverständnis westafrikanischer Eliten. Stuttgart:  Kohlhammer, 275 S., 1967 (tese de habilitação)
- Zum Wandel der sozialen Funktion afrikanischer Autobiographien. DGS, Bremen, 1981
- Ausdrucksformen kulturellen Protests in Afrika südlich der Sahara. DGS, Zurique : Seismo, 1989

#### Livros editados
- Theoretische Probleme des Sozialismus in Afrika : Négritude u. Arusha. Declaração. 2ª conferência anual d. Associação de africanistas na Alemanha (VAD) 1970. Hamburgo: Buske, 288 p. 1971
- como co-editor: Zur Soziologie der Dekolonisation in Afrika. Frankfurt (am Main): Fischer Verlag, 298 p.
- como co-editor: Afrika hilft sich selbst. Prozesse und Institutionen der Selbstorganisation. Münster/Hamburgo: Lit-Verlag. 1994

## literatura
- Brandstetter, Anna-Maria, et Dieter Neubert, 2002: Postkoloniale Transformation in Afrika. Zur Neubestimmung der Soziologie der Dekolonisation (Simpósio por ocasião do 70º aniversário de Gerhard Grohs, 1999). Hamburg: LIT
- Brandstetter, Anna-Maria, und Carola Lentz, 2006: 60 Jahre Institut für Ethnologie und Afrikastudien. Ein Geburtstagsbuch (Mainzer Beiträge zur Afrikaforschung. 14). Colónia: Köppe
- Dieter Neubert: „Obituary: Gerhard Grohs, 24. Juni 1929 – 18. Februar 2015“. Africa Spectrum, vol. 50 (1), pp.93-94

## Weblinks
- Curriculum vitae no site do Instituto de Etnologia e Estudos Africanos da Universidade de Mainz
- Literatura de e sobre Gerhard Grohs (em alemão) no catálogo da Biblioteca Nacional da Alemanha